# 林口台地
林口臺地，臺灣北部的一個地理區域，亦稱坪頂臺地，別稱坪頂、大坪頂、坪頂山等。

## 簡介
位於臺北盆地西側，北臨臺灣海峽，東北以淡水河為界，與大屯火山群相望；西以老南溪溪口至鶯歌為界，與桃園臺地相接，呈不規則五邊形。臺地北半部屬新北市林口區，南半部屬桃園市龜山區。臺地頂部有一厚度可達12公尺的紅土層，其下則為厚達200公尺、於第四紀沈積的礫石及砂泥層，年代約在200萬到80萬年間，其中滿布大塊的鵝卵石。臺地東緣與盆地間的坡面上，有零星分布的第三紀褶皺岩層逆衝於第四紀的礫岩之上，兩者之間為新莊逆斷層。
臨海約長11－18公里，縱深約14公里，面積約210平方公里。海拔約240－250米，由西南向東北緩傾。頂部平坦面約31平方公里。有公路通向平坦面，國道1號（中山高速公路）與桃園國際機場捷運貫穿臺地中央，為臺地主要聯外交通。
- 从台北101眺望林口臺地
- 林口臺地與中山高速公路五楊高架路段
- 位於龜山區桃11線旁的茶園是茶農們在林口臺地種植的農作物

## 地形成因
原為雪山山脈西側的沖積平原，因造山運動的持續而漸漸隆起（與東側今台北盆地間產生新莊逆斷層），後來林口沖積平原東側的台北盆地陷落（與東側台北盆地之間有山腳斷層）而形成。